# Christina Riegel
Christina Riegel (* 2. April 1971 in Eisenstadt) ist eine ehemalige österreichische Skirennläuferin. Anfangs in allen Disziplinen aktiv, entwickelte sie sich im Laufe ihrer Karriere zu einer Slalomspezialistin. In dieser Disziplin erreichte sie einen Podestplatz im Weltcup, gewann 1992/93 die Disziplinenwertung im Europacup und wurde 1993 österreichische Meisterin.

## Biografie
Die im Burgenland aufgewachsene Christina Riegel besuchte nach der Hauptschule das Skigymnasium Stams in Tirol. Erstmals international in Erscheinung trat sie bei den Juniorenweltmeisterschaften 1989 in Aleyska, wo sie den sechsten Platz im Riesenslalom und Rang acht im Super-G erreichte. Im selben Jahr wurde sie Österreichische Juniorenmeisterin in der Kombination. Im Europacup erzielte sie in der Saison 1989/90 den siebenten Platz in der Super-G-Wertung, zwei Jahre später kam sie in dieser Disziplin auf den zehnten Gesamtrang. Dennoch konzentrierte sich Riegel immer stärker auf den Slalom. In dieser Disziplin gelang der damals 21-Jährigen im Winter 1992/93 schließlich der Durchbruch. Im Europacup gewann sie mit einem Sieg im ersten Slalom von Rogla sowie zwei zweiten Plätzen im zweiten Slalom von Rogla und in Špindlerův Mlýn die Slalomwertung und erreichte im Gesamtklassement den zweiten Rang hinter der Schwedin Kristina Andersson. Zudem wurde sie österreichische Meisterin im Slalom. Ihre größte Leistung zeigte sie aber beim Weltcupfinale in Åre am 28. März 1992, als sie überraschend den dritten Platz im Slalom erreichte, nachdem sie im ersten Lauf sogar in Führung gelegen war.
Wiederholen konnte Riegel diesen Erfolg allerdings nie, denn danach scheiterte sie zumeist, auch wegen vieler Ausfälle, an der Qualifikation für den zweiten Durchgang. So gewann sie nur ein weiteres Mal mit Platz 19 im Slalom von Morzine am 6. Jänner 1994 Weltcuppunkte. Auch im Europacup blieb sie oft ohne Ergebnis, nur mit einem vierten Platz im Riesenslalom von Abetone im März 1995 zeigte sie noch einmal ihr Potential. Aufgrund der fehlenden Weltcupresultate verlor sie aber nach der Saison 1994/95 ihren Platz im Kader des Österreichischen Skiverbandes, weshalb sie ihre Karriere im Alter von knapp 24 Jahren beendete.

## Erfolge

### Weltcup
- 1 Podestplatz

### Europacup
- Saison 1989/90: 7. Super-G-Wertung
- Saison 1991/92: 10. Super-G-Wertung
- Saison 1992/93: 2. Gesamtwertung, 1. Slalomwertung
- 1 Sieg (Slalom in Rogla 1992/93) und weitere zwei Podestplätze

### Juniorenweltmeisterschaften
- Aleyska 1989: 6. Riesenslalom, 8. Super-G

### Österreichische Meisterschaften
- Österreichische Meisterin im Slalom 1993